# 刘铨法
刘铨法（1889年10月—1957年12月），号衡三，另自号“古愚山人”，山东文登人，中国建筑工程师、教育家。

## 生平

### 早年求学经历

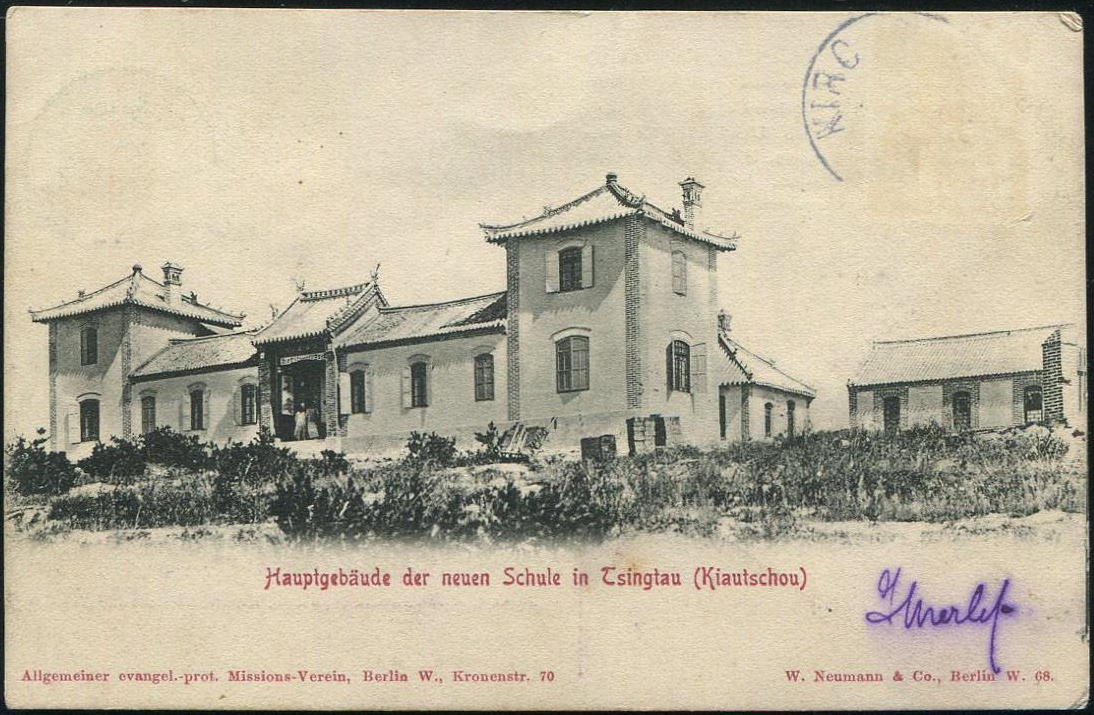
1900年代的礼贤书院

1889年（光绪十五年）10月，刘铨法生于登州府文登县宋村镇台上村。因家境贫寒，年少时只能给富家子弟做陪读书童。1904年，靠着为地主儿子陪读的机会进入青岛德国同善会礼贤书院（今青岛九中）学习。1914年考入青岛德华大学，学习土木工程。同年爆发青岛战役，日英联军占领青岛，德华大学停办。刘铨法随德华大学部分师生进入上海同济医工学堂学习，1921年自土木工程系毕业。

### 中兴煤矿工程师
毕业后，刘铨法赴峄县（今枣庄）中兴煤矿公司任工程师，期间最著名的业绩是设计建造了一座58米高的烟囱，作为煤矿第二大井的配套工程。烟囱仅经历一年竣工，且试火效果良好，同时打破了外国机构垄断中国高烟囱设计建造的局面。刘铨法曾将烟囱的全部设计构造、计算结果及相关介绍说明刊登在同济大学校刊《同济医工杂志》上，以平息外界质疑，并引起了业界的关注。

### 再赴青岛，任礼贤中学校长

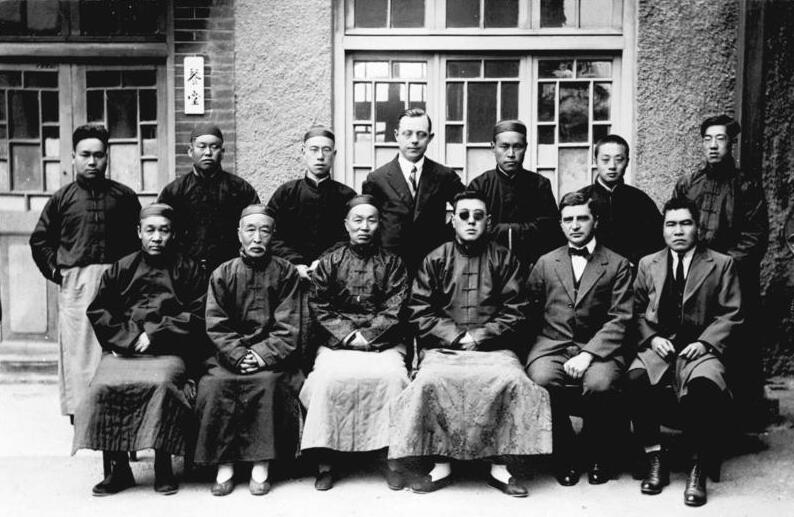
礼贤中学教职员合影，前排右三为刘铨法，右二为苏保志

1923年，刘铨法再次赴青岛，在胶澳商埠港务局任职，后转入工务局任职。同年，刘铨法与其同乡、时任青岛总商会会长隋石卿的妹妹结婚。由于一战后德国国内经济凋敝，同善会无力承担礼贤中学（原称礼贤书院）办学费用。经当时在工务局任职的刘铨法劝说，隋石卿以总商会名义为礼贤中学捐助经费，解决了学校的经费困难。1923年，在学校创始人卫礼贤（Richard Wilhelm）及校督苏保志（Wilhelm Seufert）的提议下，刘铨法出任礼贤中学校长。

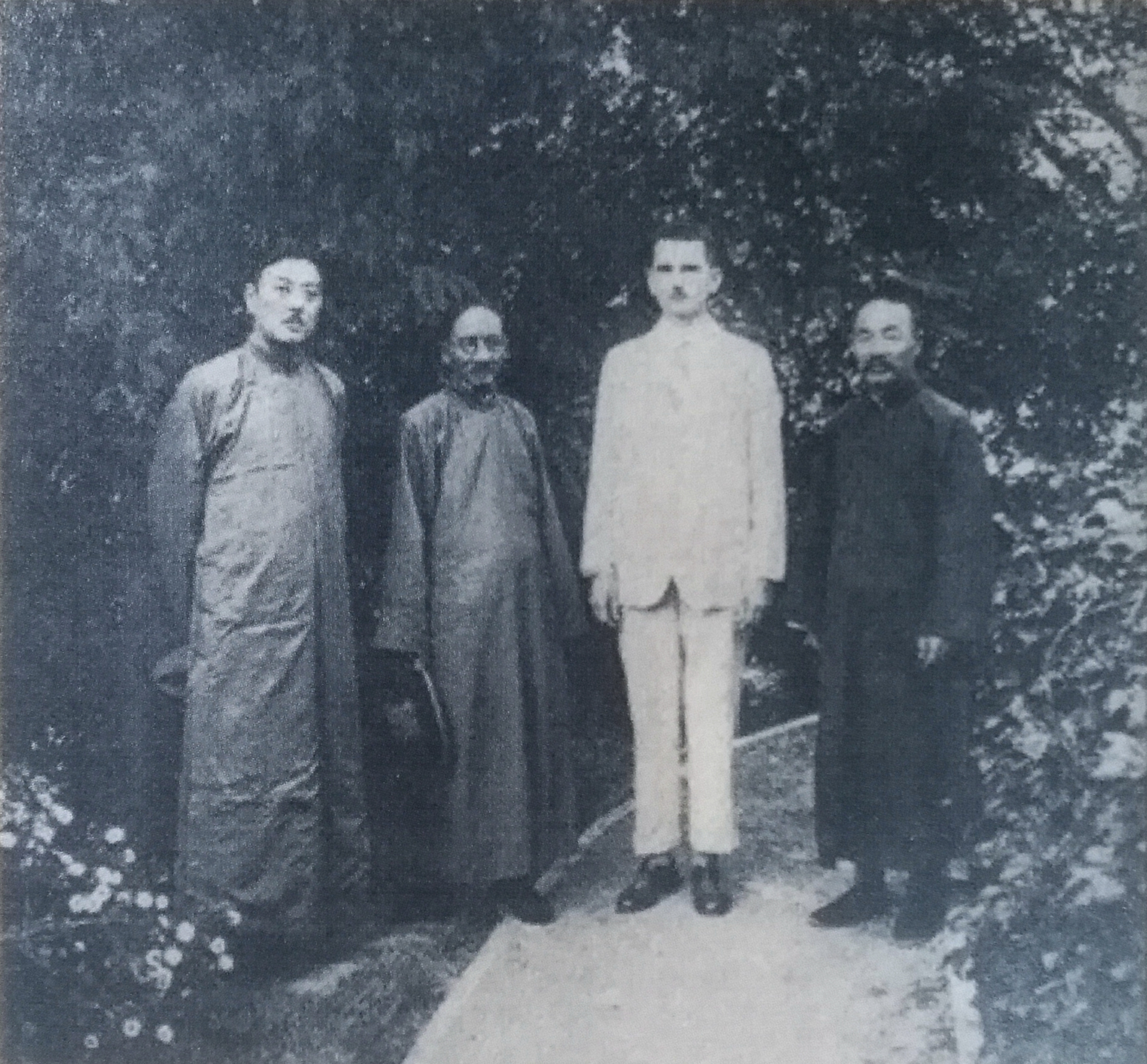
1930年9月，蔡元培（左二）在青岛筹办国立青岛大学期间，在刘铨法（左一）陪同下参观礼贤中学

刘铨法自1923年起任礼贤中学校长约30年，为保证学校管理的独立性，期间从未从同善会领取过校长薪酬，仅以建筑工程师的收入维持生活。刘铨法治校严格，国民政府海军第三舰队（原东北海军）司令谢刚哲之子与其他3名学生倚仗父辈权势触犯校规，被刘铨法依校规开除。刘铨法治校时期1930年代的礼贤中学毕业生会考、体育、军事训练等成绩常为全市第一。1932年，刘铨法曾计划开办土木工程班，但教会代表认为医科教育符合办学宗旨，予以反对，经过协调，将土木工程班外语定为德语，才得以开设。土木工程班最初由刘铨法一人负责专业课教学，刘铨法亲自编写讲义，并将其著作《铁筋混凝土工程》作为教材使用。至1949年后并入李村建筑学校为止，土木工程班共有400余名学生毕业。

### 建筑工程师生涯

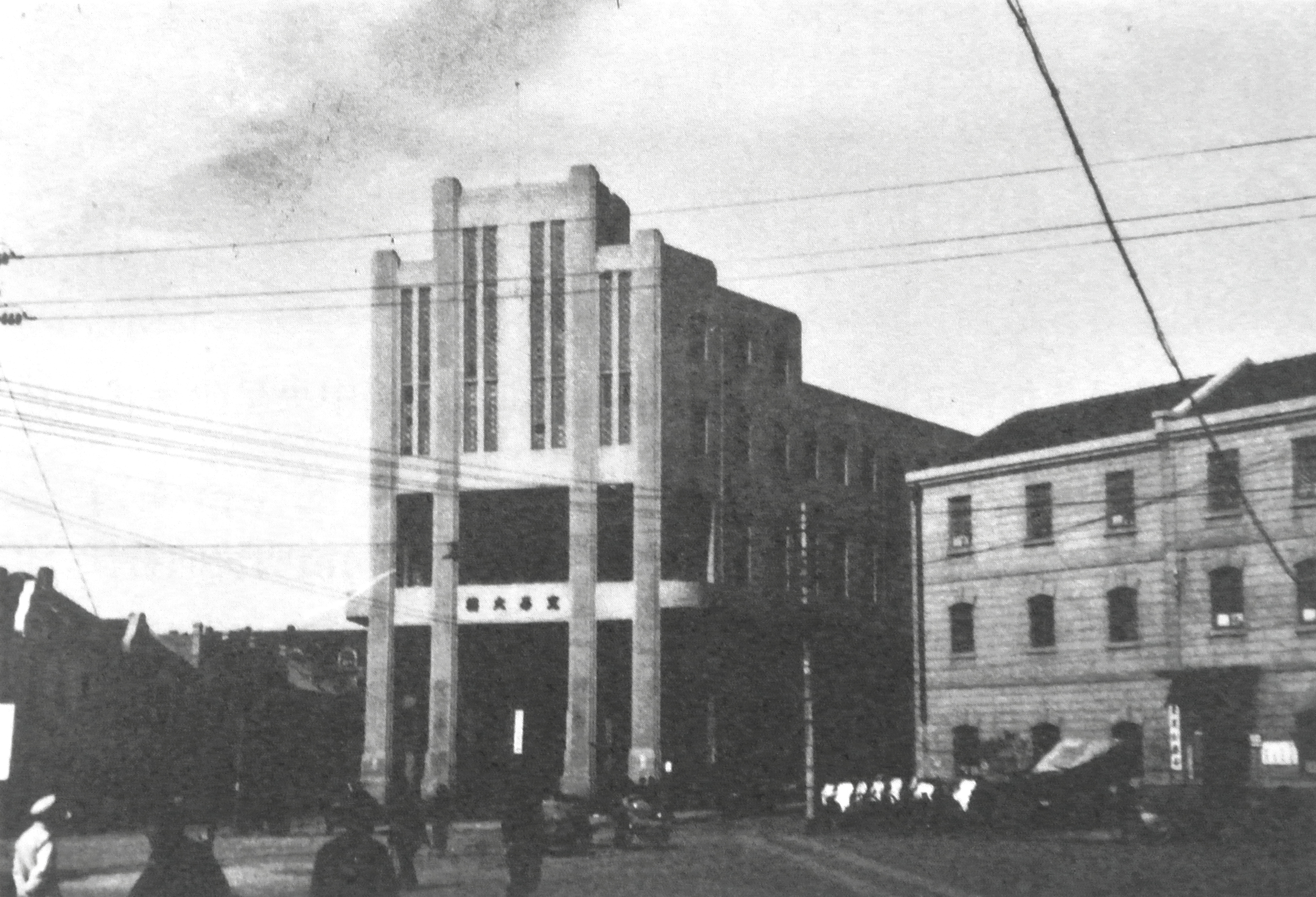
青岛市物品证券交易所

刘铨法曾为1930年代的省市内知名建筑师。1929年，刘铨法登记为建筑师，设计事务所设于礼贤中学校内。其建筑师生涯中曾参与多个市政工程、大型商业建筑及文化宗教建筑的设计与建造，如1933年参与设计栈桥回澜阁、设计青岛市物品证券交易所、设计世界红卍字会青岛道院大殿、1934年参与中山路商业街多座银行大楼的设计建造。在青岛道院大殿的设计建造中，刘铨法采用了预制混凝土构件及水泥制品代替传统木料构件的方法，属国内首创，并于1934年获得了实业部颁发的混凝土预制构件专利证书。1950年代苏联建筑专家参观该建筑时仍对此赞叹不已。刘铨法亦曾设计多处私人住宅及商业楼。他在大鲍岛等地设计建造的多处里院建筑以钢筋混凝土结构代替传统的砖木结构，为新式里院的代表。刘铨法设计花园住宅建筑时敢于尝试更新、更简洁的建筑表现形式，对装饰元素较为克制，带有一定现代主义色彩。其整体能力和水平远超同时代在青岛地区执业的其他大部分建筑师。

### 1938年后
1938年1月日军再次占领青岛后，刘铨法要求学校“闭门上课”，拒绝在伪青岛特别市政府教育局登记，后因形势所迫放弃“闭门上课”，但仍拒绝日伪资助，仅接受爱国商人捐助。刘铨法本人也拒绝登记领取工程师执照，不再参与建筑设计与监理。当局曾组织中学教师赴日参观团，内定刘铨法为团长，刘铨法躲进武定路华德医院，称病不出，却被传染猩红热，险些丧命。太平洋战争爆发后，英美侨民组织开设的私立学校被当局没收或关停，礼贤中学因德国教会背景而免遭干扰。
1945年青岛光复后，刘铨法曾被选为青岛市参议会议员。当时驻青岛国民党第八军军长李弥为把儿子送进礼贤中学就学，派参谋长三次会见刘铨法，均被刘铨法以校规不能破坏为由拒绝，最后参谋长称，如不准许李公子入学，军长将派兵包围学校，刘铨法只好向全校师生公开此事，并声明为保师生安全被迫同意李弥的要求。
1950年代，刘铨法因病辞去礼贤中学校长职务，由教导主任孙方锡接任。1955年5月，刘铨法当选青岛市政协委员。1957年12月，刘铨法在青岛病逝，享年68岁。

## 家庭
刘铨法之子刘汉耀生于1917年，1942年毕业于国立同济大学土木工程系，后留校任教。1945年后曾任津浦铁路局工程师、济南市工务局局长等职务。1949年后任青岛自来水厂第一任厂长，1957年任月子口水库建设总工程师，1959年主持青岛人民会堂的设计及施工指导，后曾任青岛市基本建设委员会工程师、青岛市重点工程指挥部总工程师、山东省政协委员、中国科学院物理研究所建筑热工程技术规程审定委员。1987年12月离休，1994年获国务院特殊津贴证书，1995年病逝于青岛。

## 建筑作品及参与工程
以下为刘铨法所参与的建筑工程的不完全列表，设计师未标明者均为刘铨法作为设计师参与的建筑工程。
| 名称                 | 年代        | 地址                    | 图像 | 备注                                       |
| -------------------- | ----------- | ----------------------- | ---- | ------------------------------------------ |
| 回澜阁               | 1931-1933年 | 青岛市太平路10号        |      | 与孙旭春合作设计                           |
| 薛强初住宅           | 1932年      | 青岛市大学路40号乙2号楼 |      |                                            |
| 青岛市物品证券交易所 | 1933年      | 青岛市大沽路35号        |      |                                            |
| 世界红卍字会青岛道院 | 1933年      | 青岛市大学路7号         |      |                                            |
| 山左银行             | 1934年      | 青岛市中山路64-66号     |      |                                            |
| 大陆银行青岛分行     | 1934年      | 青岛市中山路70号        |      | 罗邦杰设计，刘铨法参与施工监理             |
| 中国银行青岛分行     | 1934年      | 青岛市中山路62号        |      | 陆谦受、吴景奇合作设计，刘铨法参与施工监理 |
| 骏业里               | 1934年      | 青岛市四方路18号        |      |                                            |
| 沙梁文昌阁           | 1934-1935年 | 平度市南村镇沙梁村      |      | 与孙旭春合作设计                           |
| 米哈伊洛夫别墅       | 1935年      | 青岛市太平角三路2号     |      | 已拆除                                     |
| 中华基督教会同道堂   | 1935年      | 青岛市伏龙路4号         |      |                                            |
| 张绍周公馆           | 1935-1936年 | 青岛市信号山路23号      |      |                                            |
| 新新公寓             | 1936年      | 青岛市湖南路72号        |      |                                            |
| 贻清里               | 1936年      | 青岛市武定路5-7号       |      |                                            |